# Patrice Wilson
Patrice Wilson er en nigeriansk sanger, sangskriver og grundlægger af ARK Music Factory sammen med Clarence Jey. Han går ofte under scenenavnet Pato. I 2011, etablerede han Pato Music World efter han forlod ARK Music Factory.

## Begyndelsen
Patrice Wilson's far var kemiingeniør og hans mor var kirkeminister. Han studerede ved Zamani College, Wilson Prep. School, og Essence International School i Nigeria. Wilson's musikalske begyndelse startede da han sang i sin mor's kirke og hjalp med forskellige ungdomsprogrammer på den lokale kristne skole. Senere, gik han i skole i Europa og uddannede sig indenfor atletik. Men dette droppede han i hans jagt på musik, og turnerede som korsanger sammen med den malisk-slovakiske popstjerne Ibrahim Maiga. Han er også kendt som Pato under sine forskellige optrædener som rapper. Han har været på turne i Slovakiet, Tjekkiet, Polen og mange andre østeuropæiske lande.
Wilson flyttede til USA i 2001, hvor han tog den nigerianske musik, sammen med den musikstil han havde optrådte med i Østeuropa og kombinerede det med new age hip-hop. Han studerede på Whitworth University i Spokane, Washington, før han flyttede til Los Angeles i 2007 hvor han var overbevist om at det var stedet for ham at starte sin musikkarriere. Under navnet Pato, hvor han blev brugt som model for forskellige brands. Patrice fik også tilnavnet 'Fat Usher' for hans lighed med musikeren Usher.

## ARK Music Factory
I 2010 stiftede han ARK Music Factory sammen med Clarence Jey, en australsk producer, sangskriver og multi-instrumentalist. Jey forlod ARK Music Factory i maj 2011. Wilson er stadigvæk administrerende direktør for virksomheden. Han er berømt for at have været medforfatter og medproducer sammen med Clarence Jey til "Friday" sunget af Rebecca Black. Han er også ansvarlig for at iværksætte en række unge musikere og skrive og producere sange for dem.
For nylig, som følge af populariteten for Rebecca Black's "Friday"-video som han medvirker i, har der været spekulationer om, at han udnytter unge håbefulde sangere. Patrice Wilson har afvist disse påstande, og siger at pladeselskabet tilbyder en relativ billig adgang til popmarkedet for musikere:
"Jeg får en masse kritik, der siger at jeg udnytter rige børn og deres forældre" siger Wilson, "men prøv at finde et andet selskab som kan gøre det til denne lave pris. Jeg lover ikke nogen berømmelse. Faktisk, hvis nogen kommer hvor deres eneste mål er at ‘opnå berømmelse,' så siger jeg at de ikke er her af de rigtige grunde."
Patrice Wilson gik ud i offentligheden med et pr-interview, hvor han forklarede hvad der lå bag det firma han grundlagde.  Han har også udgivet to musiksvar omkring "Friday" og den kontrovers den kontrovers den skabte. Den første blev udgivet den 13. marts, 2011 med titlen "Friday (Rap Remix)" skrevet og produceret af Wilson og Clarence Jey, mens den anden blev udgivet den 4. april, 2011 med titlen "Say What You Wanna Say" skrevet af Wilson og Kustom. Begge sange behandler nogle af de mest gængse klager mod sangen og Ark's forretningsmetoder. Begge disse indlæg har også fået negativ opmærksomhed.
Patrice Wilson deltog i One Week to Hit It Big: Pop Star i ABC (American Broadcasting Company) showet Good Morning America (GMA) i et specielt ugeafsnit. Efter at snesevis af folk havde være til audition, blev de endelige kandidater Linnea Sult, Lexi St. George, Madeline Ralston, alle 14, og Samantha Ramirez, 12, valgt. Wilson valgte Lexi St. George til ABC GMAs udfordring om at lave en viral stjerne på en uge. Hun indspillede sangen "Dancing to the Rhythm" co-skrevet til showet af Patrice Wilson og Steve Sulikowski og produceret af Wilson selv. En musikvideo blev lavet den samme dag og sendt på GMA den 30. juni, 2011.

## Pato Music World
I 2011, etablerede han sin egen virksomhed Pato Music World (også kendt som PMW) efter han forlod ARK Music Factory. Ifølge deres officielle hjemmeside, har virksomheden arbejdet med forskellige musikere som Abby Victor, Lela Brown, Ashley Rose og Kénal.